# Карл Мюленпфордт
Карл Мюленпфордт (нім. Karl Mühlenpfordt; 27 червня 1909, Вольфенбюттель — 4 червня 1943, Атлантичний океан) — німецький офіцер-підводник, оберлейтенант-цур-зее резерву крігсмаріне (1 травня 1943).

## Біографія
В серпні 1940 року вступив на флот. З 8 липня 1941 року — 2-й вахтовий офіцер на підводному човні U-86. В жовтні-листопаді 1942 року пройшов курс командира човна. З 23 грудня 1942 року — командир U-308. 29 травня 1943 року вийшов у свій перший і останній похід. 4 червня U-308 був потоплений в Норвезькому морі північно-східніше Фарерських островів (64°28′ пн. ш. 03°09′ сх. д.) торпедою британського підводного човна «Трукулент». Всі 44 члени екіпажу загинули.